# Liste des plus grands films de tous les temps selon Sight and Sound 2022
 (juillet 2025).
Le « Top 100 des plus grands films de tous les temps » est une liste publiée tous les dix ans par le magazine Sight and Sound selon les sondages d'opinion internationaux qu'ils mènent eux-mêmes. Ils publient à la fois une liste des critiques, basée sur les votes de 1 639 critiques, programmateurs, conservateurs, archivistes et universitaires participants, et une liste des réalisateurs, basée sur les votes de 480 réalisateurs et cinéastes. Sight and Sound, publié par le British Film Institute, réalise un sondage sur les plus grands films tous les 10 ans depuis 1952.

## Classement des critiques
Dans le classement des critiques de 2022, Jeanne Dielman, 23 ans, quai du Commerce, 1080 Bruxelles a été classée premier,,, remplaçant Vertigo en 2012, et Citizen Kane, occupant la première place dans les cinq sondages précédents. Le magazine de cinéma a décrit Jeanne Dielman comme un « film féministe marquant » et a déclaré que la liste de 2022 « brandissait le poing contre l'ordre établi ». Jeanne Dielman est, avec Beau Travail, l'un des deux premiers films réalisé par une femme à figurer dans le top 10, et le premier à firgurer en haut du classement,
Au-delà de Jeanne Dielman et Beau Travail, deux autres films ont fait le apparition dans le top 10 : In the Mood for Love (2000) ; et Mulholland Drive (2001). C'est ainsi que neuf des 100 films de la liste 2022 sont sortis au 21e siècle,,, contre seulement deux dans la liste 2012.
Le top 10 de la liste des critiques est :
1. Jeanne Dielman, 23, quai du Commerce, 1080 Bruxelles (Chantal Akerman, 1975, Belgique/France) (215 voix, 13,1%)[13]
2. Sueurs froides (Alfred Hitchcock, 1958, États-Unis) (208 votes, 12,7%)[13]
3. Citizen Kane (Orson Welles, 1941, États-Unis) (163 votes, 9,9%)[13]
4. Voyage à Tokyo  (Ozu Yasujiro, 1953, Japon) (144 votes)
5. In the Mood for Love (Wong Kar Wai, 2000, Hong Kong/France) (141 votes)
6. 2001, L'Odyssée de l'espace (Stanley Kubrick, 1968, Royaume-Uni/États-Unis) (130 votes)
7. Beau Travail (Claire Denis, 1998, France) (106 votes)
8. Mulholland Drive (David Lynch, 2001, États-Unis) (105 votes)
9. L'Homme à la caméra (Dziga Vertov, 1929, URSS) (100 votes)
10. Chantons sous la pluie (Stanley Donen & Gene Kelly, 1952, USA) (99 votes)

## Classement des réalisateurs

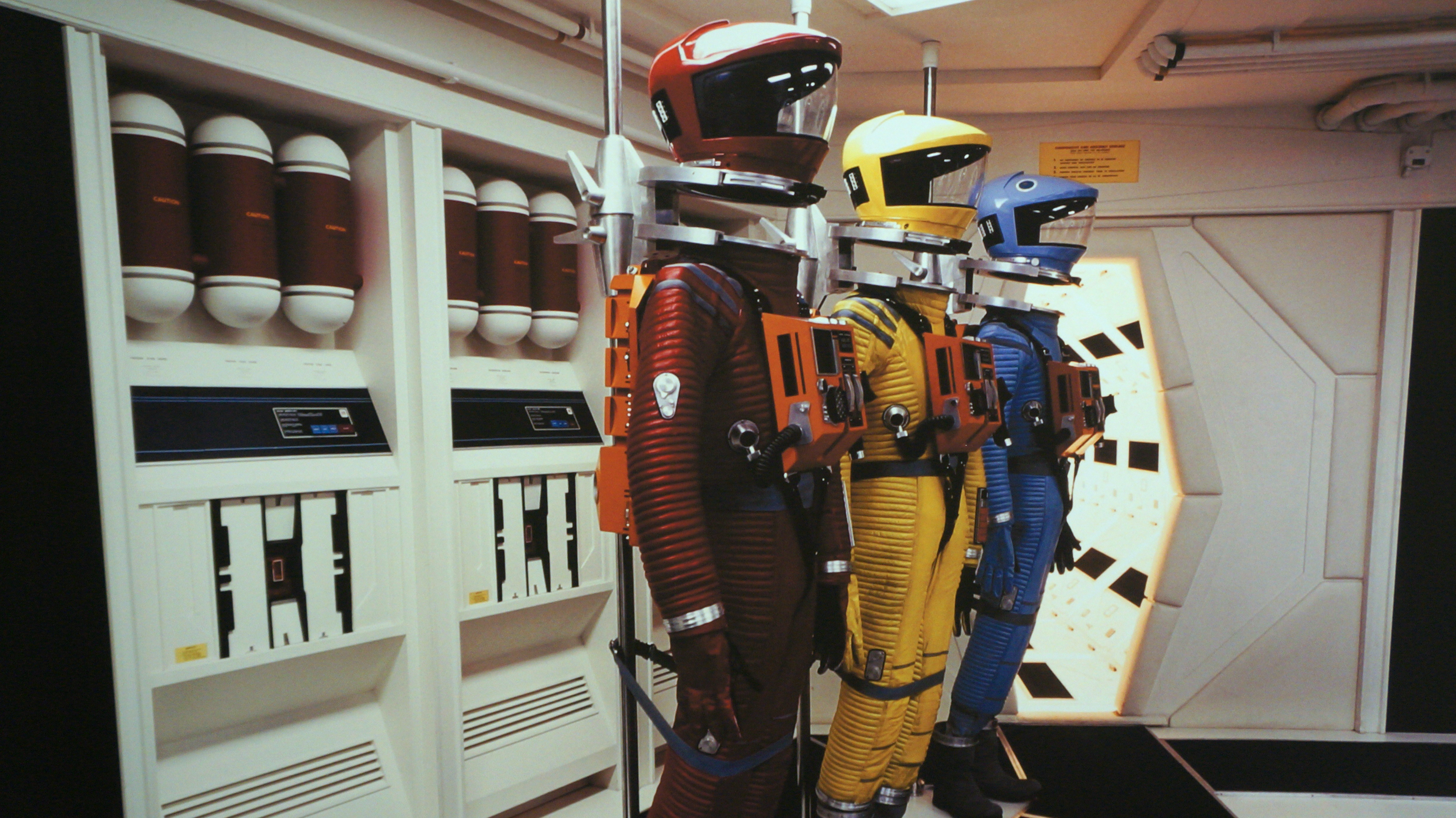
Costumes de 2001, l'Odyssée de l'espace

Dans le classement des réalisateurs de 2022, 2001, L'Odyssée de l'espace a été classé premier, remplaçant Voyage à Tokyo, en 2012 et Citizen Kane, qui occupait la première place dans les deux classement précédents.
Le top 10 de la liste des réalisateurs est :
1. 2001, L'Odyssée de l'espace (Stanley Kubrick, 1968)
2. Citizen Kane (Orson Welles, 1941)
3. Le Parrain (Francis Ford Coppola, 1972)
4. Jeanne Dielman, 23, quai du Commerce, 1080 Bruxelles (Chantal Akerman, 1975)
5. Voyage à Tokyo (Ozu Yasujiro, 1953)
6. Sueurs froides (Alfred Hitchcock, 1958)
7. Huit et demi (Federico Fellini, 1963)
8. Le Miroir (Andreï Tarkovski, 1975)
9. Close-up (Abbas Kiarostami, 1989)
10. In the Mood for Love (Wong Kar Wai, 2000)
11. Persona (Ingmar Bergman, 1966)

## Réception
La sélection par les critiques de Jeanne Dielman comme le plus grand film de tous les temps a suscité de nombreuses réactions de la part des journalistes, :
Peter Bradshaw du Guardian a salué la sélection, écrivant qu'il était « grand temps qu'une femme remporte le vote de Sight and Sound ».
Armond White, du magazine conservateur National Review, a critiqué ce choix, décrivant le film comme « une icône ennuyeuse du marxisme-féminisme » et affirmant qu'il avait été choisi pour des raisons politiques. Le cinéaste Paul Schrader a également attaqué ce choix, écrivant que « L'apparition soudaine de Jeanne Dielman en haut du classement entâche la crédibilité du sondage de Sight & Sound… Le sondage de S&S de cette année ne reflète pas la continuité historique, mais le revisionnisme vers le politiquement correcte. Le film d'Akerman fait partie de mes préférés… mais sa première place soudaine ne le met pas en valeur. Jeanne Dielman restera ainsi dans les annales non seulement comme un film marquant de l'histoire du cinéma, mais aussi comme un tournant pour la vision déformée woke ».
Richard Panek de l'Observer a remis en question l'utilité même du sondage S&S, notant que « les expressions d'opinions personnelles, même se voulant extensive, sont par définition subjectives ».